# Carlo Ripa di Meana
Carlo Ripa di Meana (Pietrasanta, Toscana; 15 de agosto de 1929-Roma, 2 de marzo de 2018) fue un político italiano. De 1985 a 1992 formó parte de la Comisión Europea liderada por Jacques Delors, brazo ejecutivo de la Unión Europea.
Perteneciente a una familia aristrocrática umbra, de 1953 a 1956 dirigió el Praga World Student News, revista de la Unión Internacional de los Estudiantes, por cuenta del Partido Comunista Italiano. En 1959 dirigió la revista Passato e presente nacida en torno a Antonio Giolitti, pasado como él a la izquierda del Partido Socialista Italiano tras la expulsión del PCI.
De 1979 a 1984 fue diputado socialista al Parlamento europeo. Un año después se convirtió en Comisario Europeo de Cultura y Medio Ambiente durante las dos comisiones Delors. En el bienio 1992-1993 fue ministro de Medio Ambiente en el primer gobierno de Giuliano Amato.
En 1993 se convirtió en el líder de los Verdes italianos, por el cual fue eurodiputado hasta junio de 1999, pasando sin embargo al grupo de la Izquierda Europea tras la ruptura con el partido de los Verdes. De 2005 a 2007 se convirtió en el presidente de la asociación ambientalista Italia Nostra.